# Randall Hall
Randall Hall (Jacksonville, SAD, 1. srpnja 1954.) američki je gitarist. Bio je članom sastava Allen Collins Band, a na nagovor Allena Collinsa 1987. postaje gitarist sastava Lynyrd Skynyrd i u njemu ostaje do 1994. kada ga je zamijenio Mike Estes. Početkom 2000-ih osnovao je svoj sastav The Randall Hall Band.